# Bölöni Kiss István
Bölöni Kiss István, névvariáns: Kiss István, B. Kiss István (Kaba, 1926. december 28. – Budapest, 1982. április 11.) kétszeres Jászai Mari-díjas magyar bábművész, színész.

## Életpályája
Kabán született 1926. december 28-án. Közgazdasági tanulmányai mellett amatőr bábjátékosként kezdte pályáját. Az Országos Színészegyesület Színészképző Iskolájának elvégzése után 1950-től az Állami Bábszínház tagja lett. 1954-től két évadot a Győri Bábszínházban töltött, majd 1956-tól visszatért az Állami Bábszínház társulatához. A bábszínészképző tanfolyamon bábmozgatást tanított. Tánc- és pantomimszerepekben érvényesült leginkább plasztikus mozgási készsége. Egyéni műsorával járta az országot és több nemzetközi fesztiválon vett részt. Feleségével, Havas Gertrúd bábművésszel Európa számos országában fellépett. A Mazsola című televíziós bábsorozat Manócskájaként vált népszerűvé. 1982-ben feleségével együtt egy véletlen baleset miatt, szén-monoxid mérgezésben hunyt el. Munkásságát 1965-ben és 1974-ben Jászai Mari-díjjal ismerték el.

## Fontosabb szerepei
- Bálint Ágnes: Mazsola... Manócska
- Bálint Ágnes: Futrinka utca... Sompolyogi
- Szilágyi Dezső: Klasszikus szimfónia (Arcok és álarcok)... szereplő
- Szilágyi Dezső – Bertolt Brecht: A kispolgár hét főbűne... A főbűnök gnómjai
- Vörösmarty Mihály: Csongor és Tünde... Duzzog
- Bartók Béla: A fából faragott királyfi... Királyfi
- Lengyel Menyhért – Bartók Béla – Szilágyi Dezső: A csodálatos mandarin... A mandarin
- Bartók Béla – Szilágyi Dezső: Táncszvit... szereplő
- Garay János – Kodály Zoltán: Háry János... Háry János (mozgás); Az öreg Háry
- Mészöly Miklós: Árgyilus királyfi... Botemberke
- Friedrich Dürrenmatt: Angyal szállt le Babilonba... Főminiszter és munkás
- Hans Christian Andersen – Ránki György: A császár új ruhája... A császár
- Carlo Gozzi – Heltai Jenő – Ránki György: A szarvaskirály... Tartaglia, miniszterelnök
- Tóth Eszter: Piroska és a három kismalac... Pufi
- Arany János – Jékely Zoltán: Toldi... Bence
- Benedek András: Az aranytollú madár... Csóka; Őzgida
- Igor Fjodorovics Sztravinszkij: Petruska... Petruska; Késdobáló; Medvetáncoltató; Kocsis
- Igor Fjodorovics Sztravinszkij: A katona története... I. Játékos
- William Shakespeare: Szentivánéji álom... Demetrius, Szerelmes Hermiába; Dudás, fuvó-foltozó

## Rendezéseiből
- Balázs Béla: A könnyű ember (Tárgyak emberek)
- Jevgenyij Vasziljevics Szperanszkij – Jékely Zoltán: Világszépe
- Cifraszűr mesél... (Ludas Matyi Bábszínház)

## Filmek, tv
- Mazsola (1965)
- Mazsola és Tádé (1969-1973)
- Marci és a kapitány (1977)
- Humor-morzsák... (1977)
- Futrinka utca (1979)
- Minden egér szereti a sajtot (1981)
- A tücsök hegedűje (1983)